# Befeuerung (Seefahrt)
Als Befeuerung in der Seefahrt werden weitgehend ortsfeste Licht- oder Funksignale zur Navigation in der Seefahrt bezeichnet. Häufig wird für die Befeuerung in der Seefahrt der Begriff Leuchtfeuer gebraucht.
Ursprünglich verwendeten die Leuchtfeuer der Seefahrt Holz, Reisig, Teer oder Kohle als Brennmaterialien, später nutzte man Öl, Gas oder Elektrizität zur Erzeugung des Lichtes. Funkfeuer werden wegen mangelnder Genauigkeit heute in der Seefahrt kaum noch verwendet.

## Geschichte

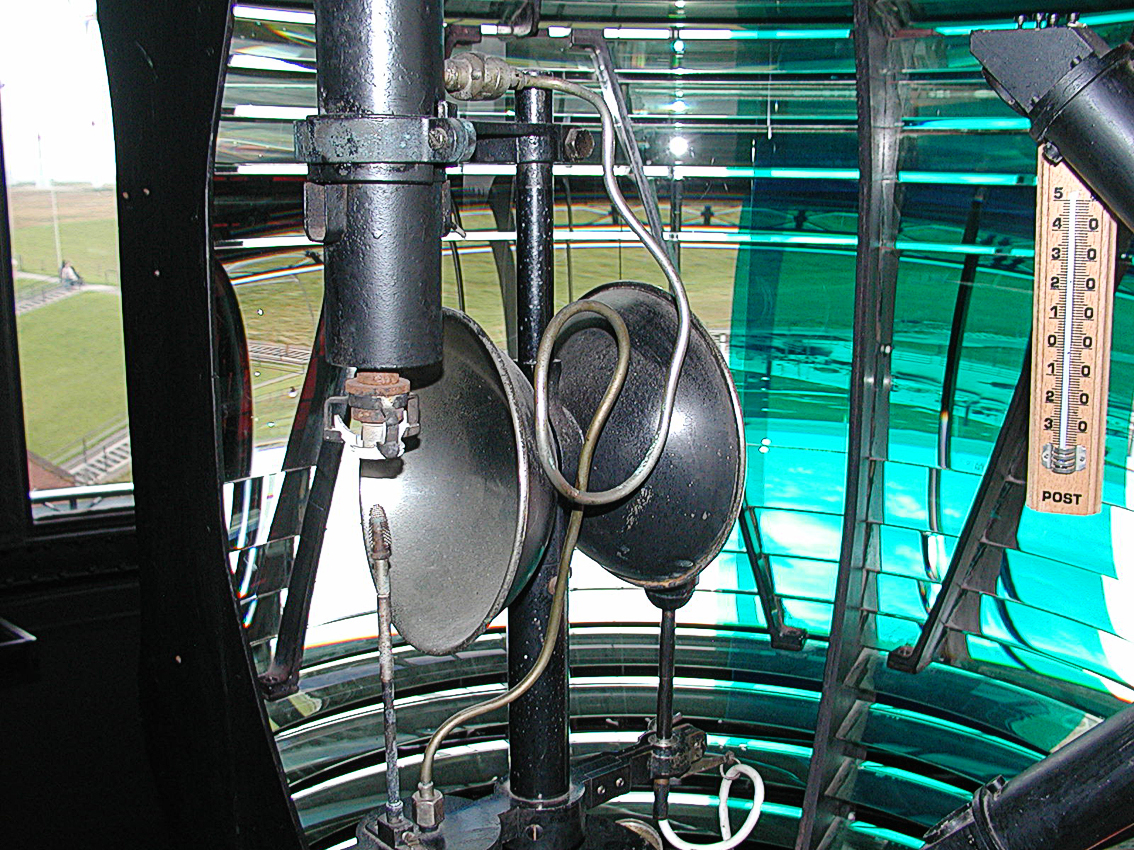
Gas(not)licht des Leuchtturms Dicke Berta

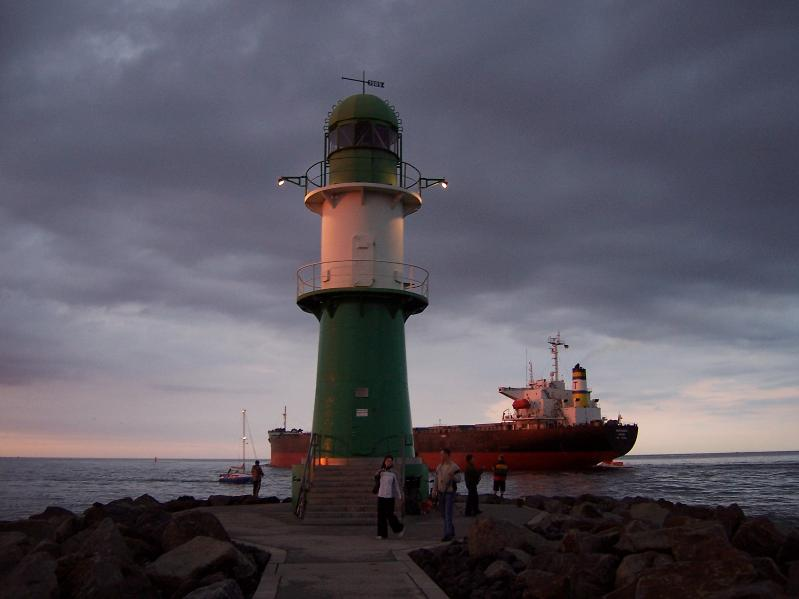
Leuchtfeuer auf der Westmole in Warnemünde

Die Wurzeln finden sich in den Leuchtfeuern der Seeschifffahrt, die zur Markierung von Hafeneinfahrten oder der Orientierung dienten. Angefangen hat man mit Lichtsignalen auf Land (Landfeuer), später auch auf Feuerschiffen, die mit offenem Feuer (Teer) oder Fackeln bestückt wurden. Noch heute finden sich entlang der Küste Leuchttürme, die zu diesem Zweck errichtet wurden.
Der griechische Dichter Aischylos (525–456 v. Chr.) beschreibt in der Orestie (Agamemnon, Verse 280–311) die Benachrichtigung vom Sieg im Trojanischen Krieg und von der Einnahme Trojas per Feuerpost über eine Staffel von Leuchtfeuern über Hunderte Kilometer hinweg nach Argos.
Der antike Leuchtturm von Alexandria wurde um 300 v. Chr. gebaut und galt bis zu seinem Einsturz im 14. Jahrhundert n. Chr. als eines der Sieben Weltwunder. Im Mittelalter wurde zuweilen der höchste Wachtturm von Hafenstätten auch zur Unterhaltung eines Leuchtfeuers genutzt, so z. B. der Belfried von Dünkirchen. Bis in das 17. Jahrhundert hinein wurden auch Feuerblüsen und Verdunkelungsbaken zur Peilung eingesetzt. Die Carta Marina aus dem Jahr 1539 verzeichnet eine Reihe von Blüsen entlang der südlichen Ostseeküste.
Die Feuersicht, die Sichtweite leuchtender Objekte, ist am Tage etwa doppelt so weit wie die unbeleuchteter Objekte. Insbesondere bei trübem Wetter kann die Befeuerung die Sichtweite verbessern. Die Entwicklung der Fresnellinse brachte den entscheidenden Durchbruch in der Effizienz der Lichtausbeute und verbesserte die Wirkung der Leuchtfeuer. Was sich in der Schifffahrt bewährte, wurde in ähnlicher Form auch in der Luftfahrt übernommen.

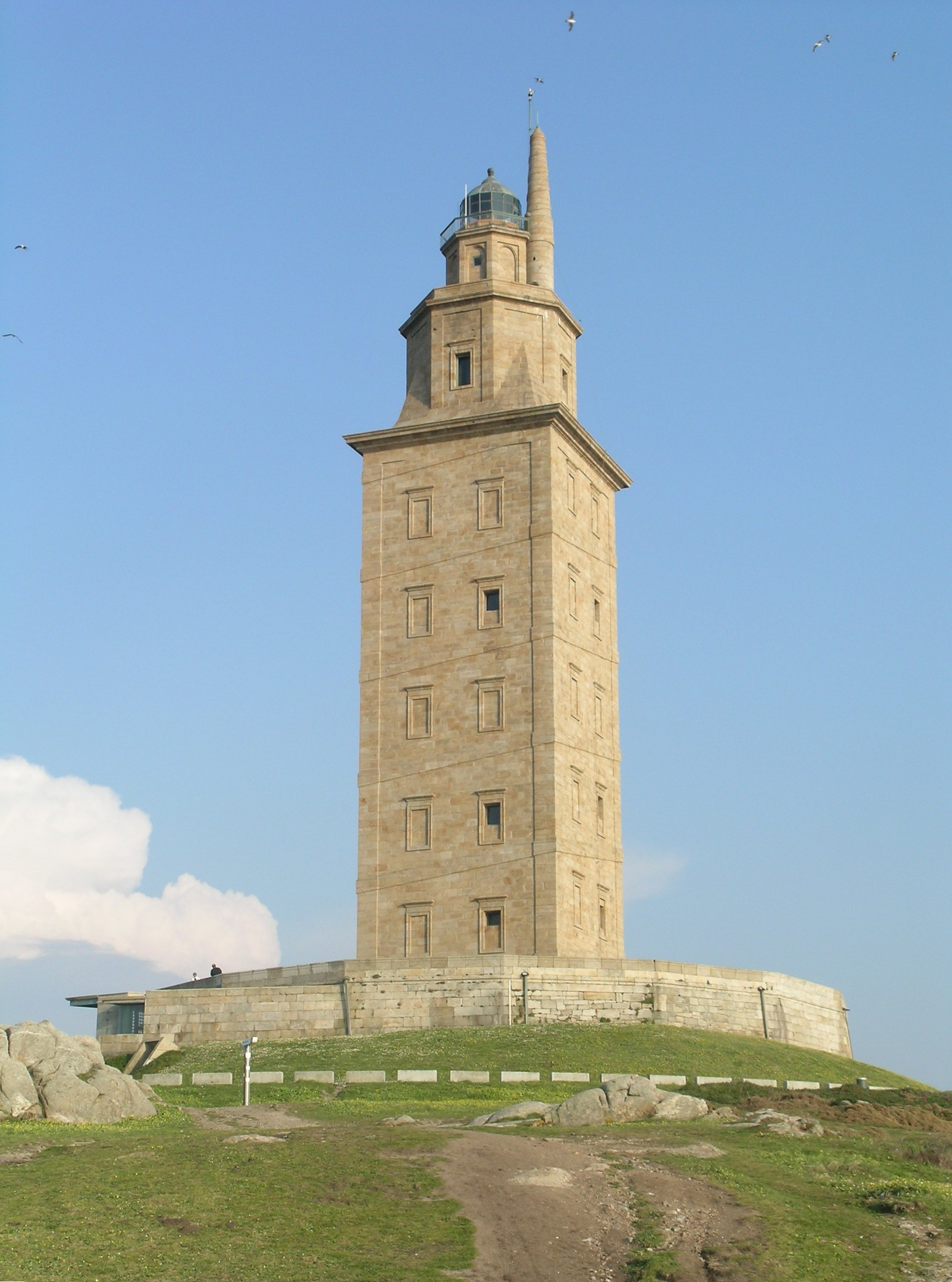
Dienstältestes Leuchtfeuer der Welt: Herkulesturm in A Coruña (um 110 / 1788–1791)
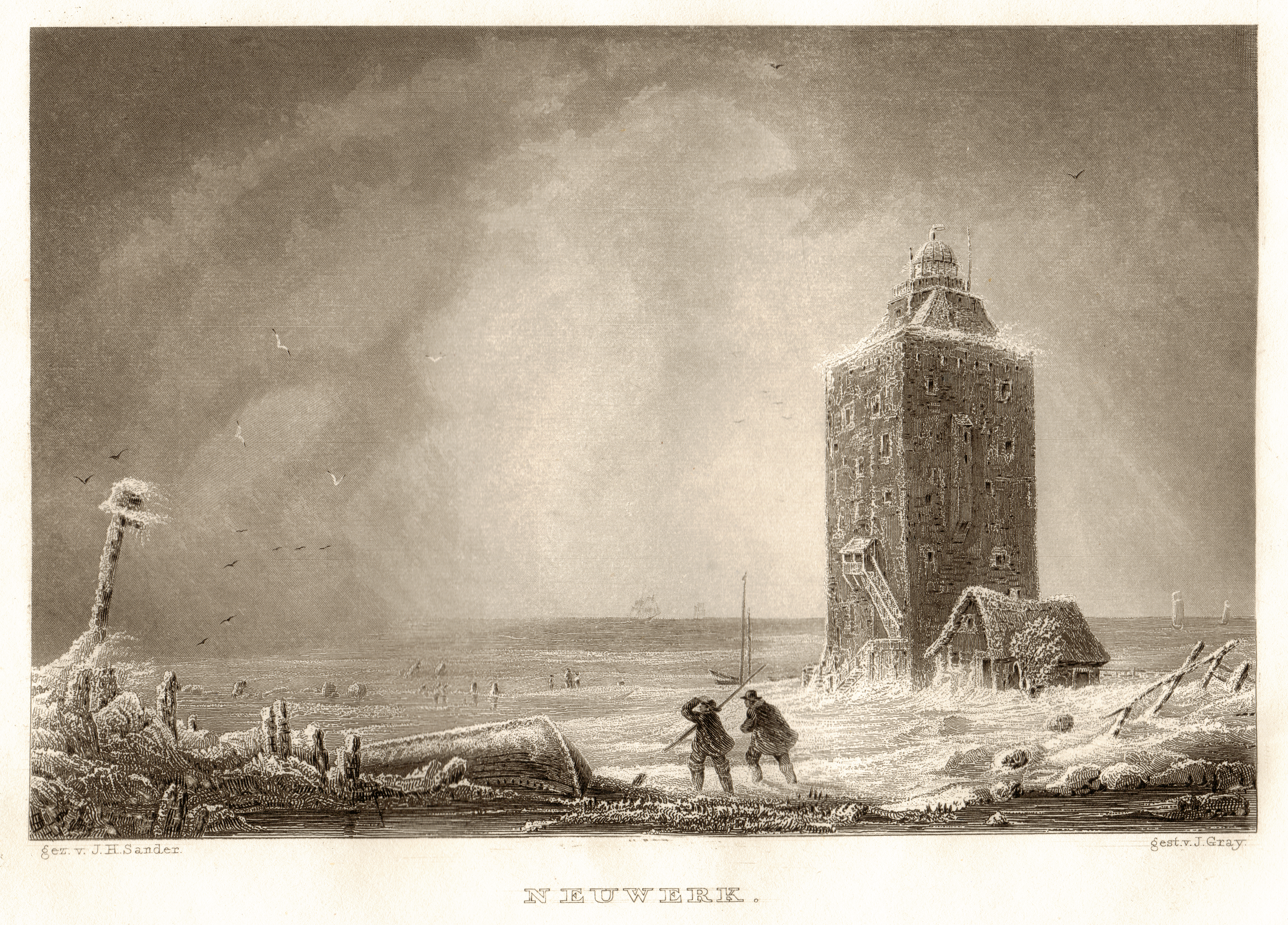
Neuwerk (als Leuchtturm 1286 geplant, Turm seit 1310, Leuchtturm 1814–2014, heute „Privatfeuer“)
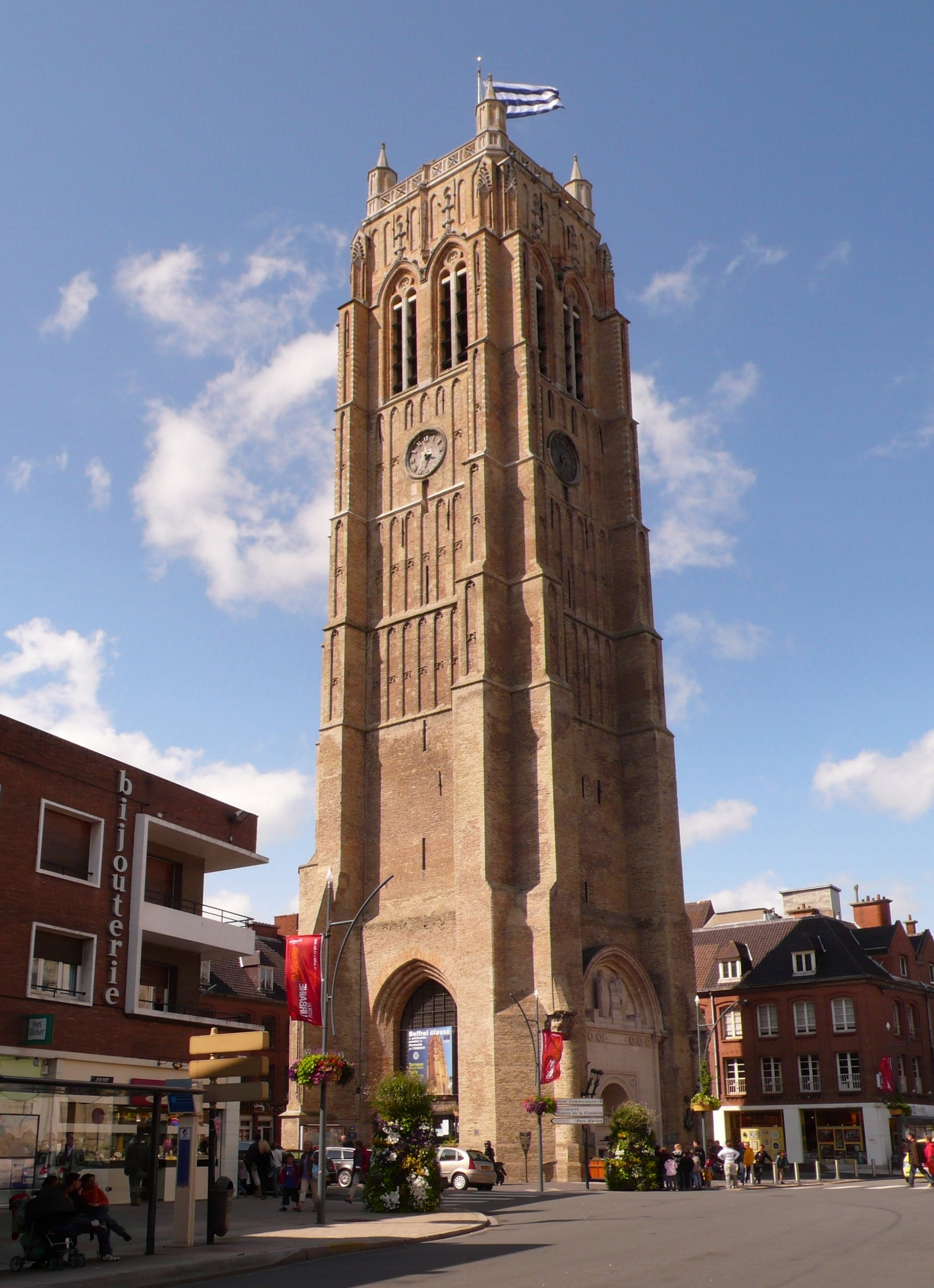
Früher Leuchtfeuer und Wachturm – der Belfried von Dünkirchen (1233 / 15. Jh.)
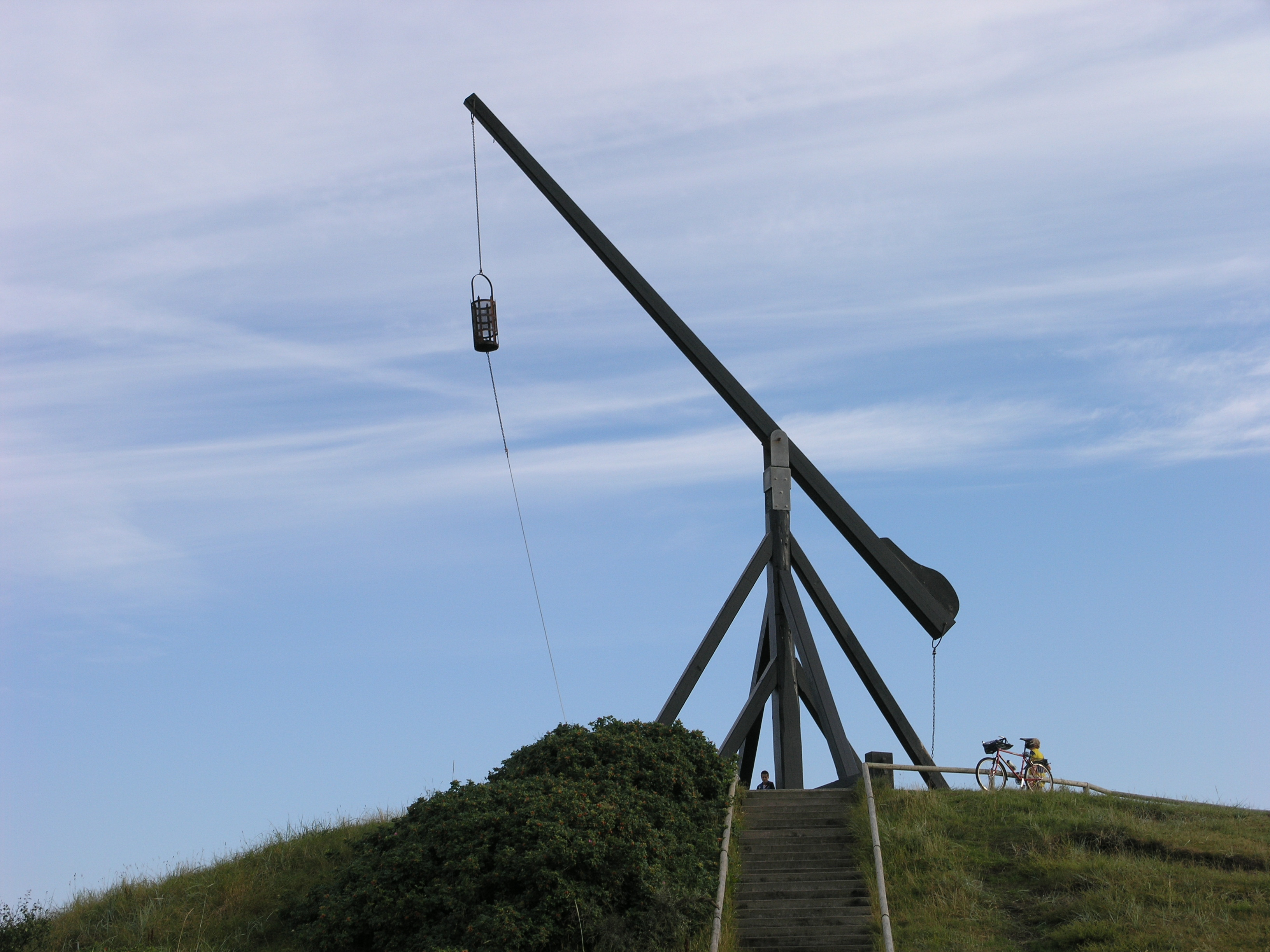
Historisches Wippfeuer von Skagen (1627–1747, Nachbau)

## Befeuerung in der Schifffahrt

Früher Leuchtfeuer, heute Landmarke: Roter Sand (1885)

In der Seefahrt sind als Feuerträger unter anderem Leuchttürme, Feuerschiffe und Leuchttonnen in Verwendung, von denen es jeweils unterschiedliche Arten gibt.

### Leuchtfeuer
Viele bei Tag sichtbare Seezeichen strahlen bei Dunkelheit oder schlechter Sicht Licht aus.
Nach ihrer navigatorischen Funktion werden unterschieden:
- Leitfeuer
- Molenfeuer
- Orientierungsfeuer
- Quermarkenfeuer
- Richtfeuer
- Seefeuer
- Torfeuer
- Warnfeuer

Die Leuchtfeuer sind so gestaltet, dass sie leicht voneinander unterschieden werden können. Dazu werden als Kennung die Blinkfolge (Taktung) und -geschwindigkeit (Wiederkehr) sowie die Farbe des Feuers variiert.
Weitere kennzeichnende Größen sind die Tragweite und die Höhe des Leuchtfeuers über mittlerem Hochwasser oder mittlerem Wasserstand (Seekartennull). Die verschiedenen Bauweisen und Anstriche helfen dem Navigierenden, die Leuchtfeuer am Tag zu unterscheiden.
Die Kennzeichen jedes einzelnen Leuchtfeuers finden sich in den Seekarten und Leuchtfeuerverzeichnissen.
Die Verantwortlichkeit für die Leuchtfeuer im deutschen Hoheitsgebiet liegt seit 2013 bei der Generaldirektion Wasserstraßen und Schifffahrt.

### Tragweite und Sichtigkeit
Tragweite ist der Abstand, in dem ein Leuchtfeuer bei guter Sichtigkeit noch wahrnehmbar ist. Sie hängt von der Lichtstärke des Leuchtfeuers ab und wird für einen bestimmten Sichtigkeitsgrad der Luft in Seemeilen angegeben.

### Sichtweite
Sichtweite ist der Abstand, in dem ein Leuchtfeuer aus einer bestimmten Augenhöhe eben noch am Horizont (Kimm) sichtbar ist, d. h. sobald es bei Annäherung erstmals über den Horizont erscheint. Sie hängt also von der Höhe des Leuchtfeuers und des Beobachters über dem Meeresspiegel ab und ist durch die Erdkrümmung bedingt. Die Tragweite eines Leuchtfeuers ist meist größer als seine Sichtweite. Deshalb kann man bei klarer Sicht den Widerschein des Leuchtfeuers am dunklen Himmel oder den Wolken oft schon außerhalb des Sichtweitenbereiches wahrnehmen, also bevor es in der Kimm auftaucht.
Die Sichtweite wird, anders als die Tragweite, nicht in Seekarten angegeben, da sie auch von der Höhe des Betrachters abhängt. Diese hängt nicht nur von der Höhe der Brücke seines Schiffes ab, sondern auch von der aktuellen Höhe der Gezeit, da die Höhe des Leuchtfeuers über dem Wasser veränderlich ist.

### Abkürzungen
In den Seekarten wird die Kennung eines Leuchtfeuers durch einheitliche Abkürzungen beschrieben:
|                        | International (englisch) | International (englisch) | Deutsch          | Deutsch                    | Erklärung                                                                                                  |
| Abkürzung              | Bedeutung                | Abkürzung                | Bedeutung        |                            | Erklärung                                                                                                  |
| ---------------------- | ------------------------ | ------------------------ | ---------------- | -------------------------- | --- |
| Art des Feuers         | F                        | fixed                    | F.               | Festfeuer                  | Dauerlicht                                                                                                 |
| Art des Feuers         | Oc                       | occulting                | Ubr.             | Unterbrochenes Feuer       | Die Phasen des Lichts sind länger als die der Verdunklungen                                                |
| Art des Feuers         | Iso                      | isophase                 | Glt.             | Gleichtaktfeuer            | Die Phasen von Licht und Dunkel sind gleich lang                                                           |
| Art des Feuers         | LFl                      | long flash               | Blk.             | Blink                      | Die Phasen des Lichts sind kürzer als die der Verdunklungen. Ein Blink ist mindestens zwei Sekunden lang   |
| Art des Feuers         | Fl                       | flash                    | Blz.             | Blitz                      | Die Phasen des Lichts sind kürzer als die der Verdunklungen. Ein Blitz ist weniger als zwei Sekunden lang. |
| Art des Feuers         | Q                        | quick                    | Fkl.             | Funkellicht                | Schnelles nacheinander erscheinendes Licht (50–60 Mal pro Minute)                                          |
| Art des Feuers         | VQ                       | very quick               | SFkl.            | Schnelles Funkellicht      | Schnelles nacheinander erscheinendes Licht (100–120 Mal pro Minute)                                        |
| Art des Feuers         | UQ                       | Ultra Quick              | UFkl.            | Ultraschnelles Funkellicht | Sehr schnelles nacheinander erscheinendes Licht (200–240 Mal pro Minute)                                   |
| Art des Feuers         | Mo                       | Morse code               | Mo               | Morsebuchstabe             | Lichtphasen entsprechen einem Buchstaben des Morsealphabets                                                |
| Art des Feuers         | IQ                       | Interrupted Quick        | Fkl.unt.         | Unterbrochenes Funkelfeuer | Blitze des Funkelfeuers durch Verdunklung unterbrochen                                                     |
| Farbe des Feuers       | G                        | green                    | gn.              | Grün                       | Grünes Licht                                                                                               |
| Farbe des Feuers       | R                        | red                      | r.               | Rot                        | Rotes Licht                                                                                                |
| Farbe des Feuers       | Y                        | yellow                   | g., or.          | Gelb, Orange               | Gelbes oder oranges Licht                                                                                  |
| Farbe des Feuers       | W                        | white                    | w.               | Weiß                       | Weißes Licht                                                                                               |
| Höhe des Feuers        | m                        | meters                   | m                | Meter                      | Angabe der Höhe des Feuers über dem mittleren Springhochwasser (nicht Höhe des Turms)                      |
| Tragweite              | M                        | miles                    | sm               | Seemeilen                  | Angabe der nominellen Reichweite des Feuers                                                                |
| Wiederkehr (Beispiele) | Fl(3) 12s                |                          | Blz.(3) 12s      |                            | Die Gruppe besteht aus 3 Blitzen, die Wiederkehr beträgt 12 Sekunden                                       |
| Wiederkehr (Beispiele) | Fl(3) 12s 18M            |                          | Blz.(3) 12s 18sm |                            | Wie zuvor, jedoch mit Tragweite des Feuers von 18 Seemeilen                                                |